# Слобідський Пост
Слобідськи́й Пост — пасажирський зупинний пункт (до 2017 року — роз'їзд) Козятинської дирекції Південно-Західної залізниці.
Розташований на західній околиці міста Тетіїв Тетіївського району Київської області на лінії Погребище I — Жашків між станціями Погребище I (33 км) та Тетіїв (7 км).
Роз'їзд було відкрито 1927 року. Назву здобув від мікрорайону Тетієва Слобода, у якому розташований. Роздільний пункт слугував для схрещення в обох напрямках поїздів, а також з'єднував станцію Кашперівка з лінією Козятин-Жашків. З закриттям станції Кашперівка необхідність в роз'їзді відпала, таким чином в 2017 році роз'їзд переведений у розряд зупинних пунктів, тим самим другу колію було розібрано.
Через зупинку курсує приміський поїзд з Козятина (щопонеділка, щовівторка, щоп'ятниці, щосуботи та щонеділі).